# Assiomi di Birkhoff
Nel 1932, George David Birkhoff propose un sistema di quattro postulati per la geometria euclidea, spesso chiamati assiomi di Birkhoff. Tali postulati si fondano tutti sulla geometria di base che può essere confermata sperimentalmente con riga e compasso. Dalla costruzione dei postulati sopra i numeri reali, l'approccio è simile al modello teorico base introdotto dalla geometria euclidea. Altre assiomatizzazioni utilizzate spesso nella geometria piana sono gli assiomi di Hilbert e gli assiomi di Tarski.

## Postulati
- Postulato I: Postulato della Misura della Linea.

L'insieme dei punti {A, B...} su ogni linea può essere considerato in una corrispondenza biunivoca con i numeri reali  {a, b...} così che |b-a| = d(A,B) per tutti i punti A e B.
- Postulato II: Postulato Punto-Linea.

Esiste una e una sola linea, l, che contiene due qualsiasi punti dati e distinti P e Q.
- Postulato III: Postulato della Misura dell'Angolo.

Un insieme di semirette {l, m, n...} aventi come estremità un qualsiasi punto O può essere messo in corrispondenza biunivoca con i numeri reali a(mod 2π) così che se A eB sono punti (diversi da O) di l e m, rispettivamente, la differenza am - al (mod 2π) dei numeri associati con le linee l e m è {\displaystyle \angle }AOB.
- Postulato IV: Postulato di Similitudine.

Consideriamo due triangoli ABC e A'B'C' e una costante k>0; se d(A', B') = kd(A, B), d(A', C')=kd(A, C) e {\displaystyle \angle }B'A'C'=±{\displaystyle \angle }BAC, allora d(B', C')=kd(B,C), {\displaystyle \angle }C'B'A'=±{\displaystyle \angle }CBA, e {\displaystyle \angle }A'C'B'=±{\displaystyle \angle }ACB.